# Тимбоєшть
Тимбоєшть, Тимбоєшті (рум. Tâmboești) — село у повіті Вранча в Румунії. Адміністративний центр комуни Тимбоєшть.
Село розташоване на відстані 141 км на північний схід від Бухареста, 23 км на південний захід від Фокшан, 76 км на захід від Галаца, 113 км на схід від Брашова.

## Населення
За даними перепису населення 2002 року у селі проживали 1252 особи. Рідною мовою 1251 особа (99,9%) назвала румунську.
Національний склад населення села:
| Національність | Кількість осіб | Відсоток |
| -------------- | -------------- | -------- |
| румуни         | 1128           | 90,1%    |
| цигани         | 124            | 9,9%     |